# Всеволод Волчев
Всеволод Волчев (пол. Wsiewołod Wołczew; 18 червня 1929, Ленінград — 1 червня 1993, Катовиці) — польський комуніст болгарсько-російського походження, ідеолог ортодоксального крила ПОРП. Виступав з позицій догматичного марксизму-ленінізму та сталінізму. Фактично очолював Катовицький партійний форум, виступав за силове придушення Солідарності, брав участь у внутрішньопартійній боротьбі на боці «партійного бетону» та персонально Анджея Жабинського. Після перетворення ПНР на Третю Речі Посполиту кілька років очолював Асоціацію польських марксистів.

## Походження
Народився у сім'ї болгарського комуніста-політемігранта. Його батько Василь Вилчев брав участь у комуністичному Вересневому повстанні 1923 року і після його придушення емігрував до СРСР. Жив у Ленінграді, одружився з російською громадянкою СРСР, займався теоретичними дослідженнями. У 1938 році репресований НКВС і розстріляний під час Великого терору. Посмертно реабілітований у 1956 році.
Евеліна Вилчева, мати Всеволода Волчева, працювала бухгалтером. Після марних спроб дізнатися про долю чоловіка вона вийшла заміж за поляка Самуела Гашнера, командира РСЧА й активіста Союзу польських патріотів. У 1946 році сім'я отримала дозвіл переїхати до Польщі (згодом Всеволод Волчев неодноразово жалкував про це). Влаштувалися у Любліні, потім у Катовиці. Прізвище Вилчових було полонізовано, почало писатися та вимовлятися як Волчев.

## Догматик-ортодокс
З раннього дитинства Всеволод Волчев виховувався на кшталт ортодоксального комунізму. Трагічна доля батька не змінила його поглядів. У ПНР Волчев став функціонером ідеологічного апарату — спочатку в аналогах комсомолу, потім в урядущій компартії ПРП-ПОРП.
Закінчив Люблінський Університет Марії Кюрі-Склодовської. У 1962—1970 роках викладав там історію. З 1970 році працював у катовицькому Сілезькому університеті, був одним з організаторів Інституту політичних наук. З 1973 року — співробітник Сілезького наукового інституту, заступник директора з політичних досліджень. Мав наукові ступені магістра історії та магістра економіки, доктора гуманітарних наук. Захистив кандидатську дисертацію у Вищій школі суспільних наук при ЦК ПОРП. Його науковими інтересами були історія польського революційно-соціалістичного руху, насамперед у Люблінському регіоні, історія міжнародного комуністичного руху, історія СРСР.
Ідеологічно Волчев стояв на позиціях догматичного марксизму-ленінізму. Усі його тексти писалися у відповідному поняттєвому апараті та термінології. Декларативно виступаючи від імені робітничого класу проти буржуазії та бюрократії, часом відзначаючи «збочення періоду культу особистості» та навіть засуджуючи сталінські репресії — у всіх практичних висновках Волчев стояв на позиціях однопартійної держави, планово-централізованої економіки, командно-адміністративної системи. Критикуючи політику Владислава Гомулки, Едварда Герека, Войцеха Ярузельського як «бюрократичну» і «ворожу робітничому класу», він засуджував здебільшого «правий опортунізм», «лібералізацію», «угоду з антисоціалістичними силами». З усіх періодів історії ПНР серйозної критики Волчева не викликало лише відверто сталінське правління Болеслава Берута.

## Противник «Солідарності»
Влітку 1980 року Польщу захлеснула хвиля страйків. Керівництво ПОРП й уряд ПНР не наважилися застосувати насильство та змушені були піти на діалог із Міжзаводськими страйковими комітетами. Були укладені серпневі угоди, які легалізували незалежну профспілку Солідарність. Вже за кілька місяців у «Солідарності» перебували майже 10 мільйонів поляків. Робітники отримали право на самоорганізацію та страйк. Значно розширилися свободи слова, друку, зборів.
Ці зміни Всеволод Волчев із самого початку сприйняв вкрай вороже — попри робітничий характер «Солідарності», її самоуправлінські ідеї та загалом соціалістичні гасла. У тому, що відбувається, він бачив небезпеку для державної марксистсько-ленінської ідеології та монопольної влади ПОРП. Волчев належав до ідеологічного апарату — для цієї соціальної групи реальні зміни не залишали жодної соціальної перспективи. Політика Станіслава Каня (з вересня 1980 року перший секретар ЦК ПОРП) та Войцеха Ярузельського (з лютого 1981 року голова уряду ПНР, з жовтня перший секретар ЦК ПОРП) викликала жорстку критику за «опортунізм», «нерішучість», «потурання антисоціалістичним силам».
Всеволод Волчев позиціювався як непримиренний супротивник «Солідарності». З катовицьких ідеологічних функціонерів він створив Клуб Болеслава Берута (програма та позиція випливали з назви). При цьому Волчев орієнтувався на лідерів «партійного бетону» у керівництві ПОРП — членів Політбюро Стефана Ольшовського, Тадеуша Грабського, Станіслава Кочелека, пізніше Мирослава Мілевського й особливо Анджея Жабиньського, який був першим секретарем Катовицького воєводського комітету ПОРП. У конфлікті між робітничим класом і партійною бюрократією Волчев однозначно став на бік другої — за всіх своїх теоретизуваннях на ці теми.

## Лідер «бетонного» форуму

### Ідеолог жорсткої лінії
11 грудня 1980 року Жабинський зустрівся з представниками «Клубу Болеслава Берута». Було досягнуто домовленості про створення ширшої структури, яка поведе «безкомпромісну боротьбу проти ворогів соціалізму». Стратегічною метою Жабиньського був тиск на IX надзвичайний з'їзд ПОРП — створити серед делегатів перевагу «бетону» або зірвати з'їзд взагалі. Зі свого боку, перший секретар гарантував повну підтримку своїм адміністративним ресурсом.
Організація отримала назву Катовицький партійний форум (KFP). Офіційний початок відбувся 15 травня 1981 року. Формальним завданням було названо підготовку платформи до IX з'їзду. До групи увійшли близько ста осіб — марксистсько-ленінські суспільствознавці та викладачі, партійні журналісти та лектори, чиновники середнього та нижнього рівня, афілійовані з партапаратом представники робітничої аристократії. Було сформовано керівний орган — Програмну раду. Головою став шахтар Герард Габрись (незадовго до того кооптований у Політбюро), його заступниками — партійний чиновник Гжегож Кміта та Всеволод Волчев.
Саме Волчев був головним ідеологом, оратором і публічною особою KFP (головування Габрися як «спецробітника» була суто номінальною). Він готував усі публічні виступи та документи форуму. Волчев заявляв про «загрозу завоюванням соціалізму», висловлював непримиренну ворожість до «Солідарності» як «антисоціалістичної контрреволюції», закликав до «консолідації здорових сил партії» та жорстких заходів захисту ПОРП й наявного ладу. Він вимагав жорсткого курсу, «ідеологічної однозначності» у ПОРП, попереджав про «переродження на ревізіоністську, соціал-демократичну та буржуазно-ліберальну партію». Різко критикував таких партійно-державних керівників, як Станіслав Каня, Войцех Ярузельський, Казімеж Барциковський й особливо Мечислав Раковський, який вважався лідером партійних «лібералів».
Очолювана Волчевим група була нечисленна та не мала важелів влади. Однак KFP грав помітну роль у внутрішньопартійному протиборстві. Лідери «бетону» серйозно обговорювали питання про усунення Кані та Ярузельського, розрив Серпневих угод, силове придушення «Солідарності». Як кандидат у перші секретарі ЦК ПОРП розглядався Жабиньський. Було встановлено зв'язок з впливовими колами КПРС, КПЧ, СЄПН. Планувалася навіть інтервенцію у Польщу з боку СРСР, ЧССР і НДР — на кшталт «братської допомоги» Чехословаччини у 1968 році (поліграфічна база KFP розташовувалась у чехословацькій Остраві, під егідою консервативно-сталіністського секретаря регіонального комітету КПЧ Мирослава Мамули. KFP використовувався як таран у публічному політичному наступі. У червні 1981 року здавалася реальною перспектива «бетонного бунту» на IX з'їзді та висування Жабиньського на першу посаду партії.

### Поразка на з'їзді
Виступи Волчева та KFP зустрічали жорстку відсіч. Голова Катовицького профцентру «Солідарності» Анджей Розплоховський називав Волчева "платним клакером, ватажком сталінської квазімафії, готовим вбивати «контрреволюціонерів», «ревізіоністів», «правих опортуністів» і «буржуазних лібералів», справжнім ворогом. З іншого боку, резолюції засудження ухвалювали заводські первинні організації ПОРП і катовицькі делегати ІХ з'їзду. Вони характеризували KFP як «сталінських політиканів з чорних 1950-х років» (малися на увазі політичні репресії беруто-берманівських часів), «ізольоване у суспільстві угруповання, яке намагається атакувати процес демократизації».
Проти «догматизму та консерватизму» висловлювалася більшість членів Політбюро, починаючи з Кані та Ярузельського. З критикою «ортодоксальних сектантів» виступав друкований орган ЦК ПОРП «Трибуна Люду». Проти «консерватизму та догматизму» висловилися Каня, Раковський, Барциковський. Раковський говорив, що Волчев «спирається на Прагу та Гонекера» — його діяльність оцінювалася як ворожа та породжена іноземним втручанням. Про зустрічі Волчева з офіційними представниками НДР у негативному контексті повідомляв профспілковий друк.
Не витримавши тиску, від KFP відмежувався голова Габрись. Волчев змушений був значно стримати тональність і звернутися з роз'ясненнями до ЦК та Центральної комісії партконтролю. IX з'їзд ПОРП зміцнив позиції генерала Ярузельського та його прихильників, вивів із Політбюро Жабиньського та Габрися. Але при цьому курс ПОРП щодо «Солідарності» посилився, і це дозволило KFP знову активізуватися із закликами до «остаточного рішення».
Проте керівництво ПОРП на чолі з Ярузельським вважало недоцільною активність KFP. Воєводське управління Катовице розпорядилося припинити його діяльність. Виконуючи цю вказівку, 29 вересня 1981 року KFP перетворився на Катовицький марксистсько-ленінський семінар (KSML) при Воєводському центрі ідеологічної освіти. Керівником KSML залишався Всеволод Волчев. Семінар повною мірою зберіг ідеологічний догматизм й агресивність. Між KSML і заводськими парткомами на цьому ґрунті траплялися серйозні конфлікти. На металургійному комбінаті Хута Катовице дійшло до бійки між ортодоксальними прихильниками Волчева та членами парторганізації, які підтримували офіційну лінію ПОРП. Але на самостійну політичну лінію Волчев більше не претендував.

## За правління Ярузельського
13 грудня 1981 року у Польщі було введено воєнний стан. Багато діячів KFP стали функціонерами воєнного режиму. Всеволод Волчев, він — за наступними відгуками — був його противником, оскільки вважав «не порятунком соціалізму, а порятунком Ярузельського». Підтримував у конфлікті з владою «бетонну» Асоціацію «Реальність», очолювану Тадеушем Грабським у відставці. Марно пропонував організувати для Політбюро та «Реальності» посередництво у НДР.
Симпатизуючі Волчеву джерела стверджують, ніби у 1982 році він очікував швидкого падіння режиму. Водночас з публічними політичними заявами Волчев у той період не виступав і припущення про його позицію засновані або на пізніх творах, або на інформації сподвижників після його смерті.
Ярузельський та його оточення аж ніяк не були зацікавлені у жорсткому силовому сценарії, заворушеннях та кровопролитті. Центральна влада почала змінювати катовицькі керівні кадри. Генерал Роман Пашковський, 16 грудня призначений Катовицьким воєводою, називав своїм завданням «упокорення партійних яструбів на чолі з Жабинським». На початку січня Жабинського було знято з посади першого секретаря та замінено Збіґнєвом Месснером. Діяльність KFP та подібних до нього груп була швидко та рішуче згорнута.
У другій половині 1980-х Волчев працював у Щецинському університеті, очолював кафедру політології, читав лекції з філософії. У бурхливих подіях кінця десятиліття — страйкова хвиля 1988 року, Круглий стіл, «напіввільні» вибори, формування першого некомуністичного уряду та зміна суспільного устрою Польщі — він практично не проявився. Одіозна ідеологічна репутація, відсутність власного організаційного ресурсу, втрата апаратної підтримки (Жабинський на той час помер, Ольшовський емігрував, Мілевський, Грабський, Сивак, Кочелек були виведені з політики) позбавили Волчева будь-якого впливу.

## Останні роки
У 1990 році Всеволод Волчев вийшов на пенсію. Жив у Катовиці, головував в Асоціації польських марксистів — теоретичному гуртку, який не мав політичного значення. В асоціацію входили інтелектуали протилежних напрямів — від «ревізіоніста» Адама Шаффа до близького Волчева «бетонного» функціонера Зигмунта Найдовського.
Деякі твори Волчева — наприклад, «Зауваження про джерела та передумови нинішньої кризи світової системи соціалізму», написані на початку 1989 року, під час Круглого столу — викликають інтерес дослідників і жваву полеміку. Волчев писав, що новий польський капіталізм (на той момент, який тільки формувався) походить з соціалістичної ПНР, і політика декомунізації не змінює цього факту. Він також вказував на міць робітничого класу — без підтримки якого повалення соціалізму та реставрація капіталізму не могли б відбутися. У той самий час відповідальність за поразку соціалізму Волчев покладав на «привілейований прошарок управлінців». Дослідники відзначають схожість пізніх позицій Волчева вже не зі сталінізмом, а з троцькізмом, його персональної фігури — з Львом Троцьким після поразки та висилки з СРСР. На цій підставі робиться поспішний висновок про антисталінізм Волчева. Конкретна політична позиція у 1980—1981 році при цьому ігнорується.
Волчев різко критикував команду Ярузельського за «віроломство», «буржуазну реставрацію», «змову на Круглому столі з іншим центром антисоціалістичних сил» тощо. Однак на парламентських виборах 1991 року він закликав голосувати за Союз демократичних лівих сил — коаліцію, згуртовану навколо номенклатури ПОРП. Політична практика Волчева знову розійшлася з його формально-теоретичними постулатами.

## Смерть та похорон
Помер Всеволод Волчев незадовго до свого 64-річчя.
Ми повинні дякувати тим, хто нагорі, за те, що воєнний стан не привів до влади таких, як Всеволод… Він помер через два роки після розпаду СРСР. Можливо, з відчаю через кінець світу, який був для нього землею щастя.
На похороні Волчева виконувався «Інтернаціонал». Склалося так, що грав оркестр шахти «Вуек» — оплота «Солідарності», придушеної збройною силою 16 грудня 1981 року, під час воєнного стану.